# Samsonów

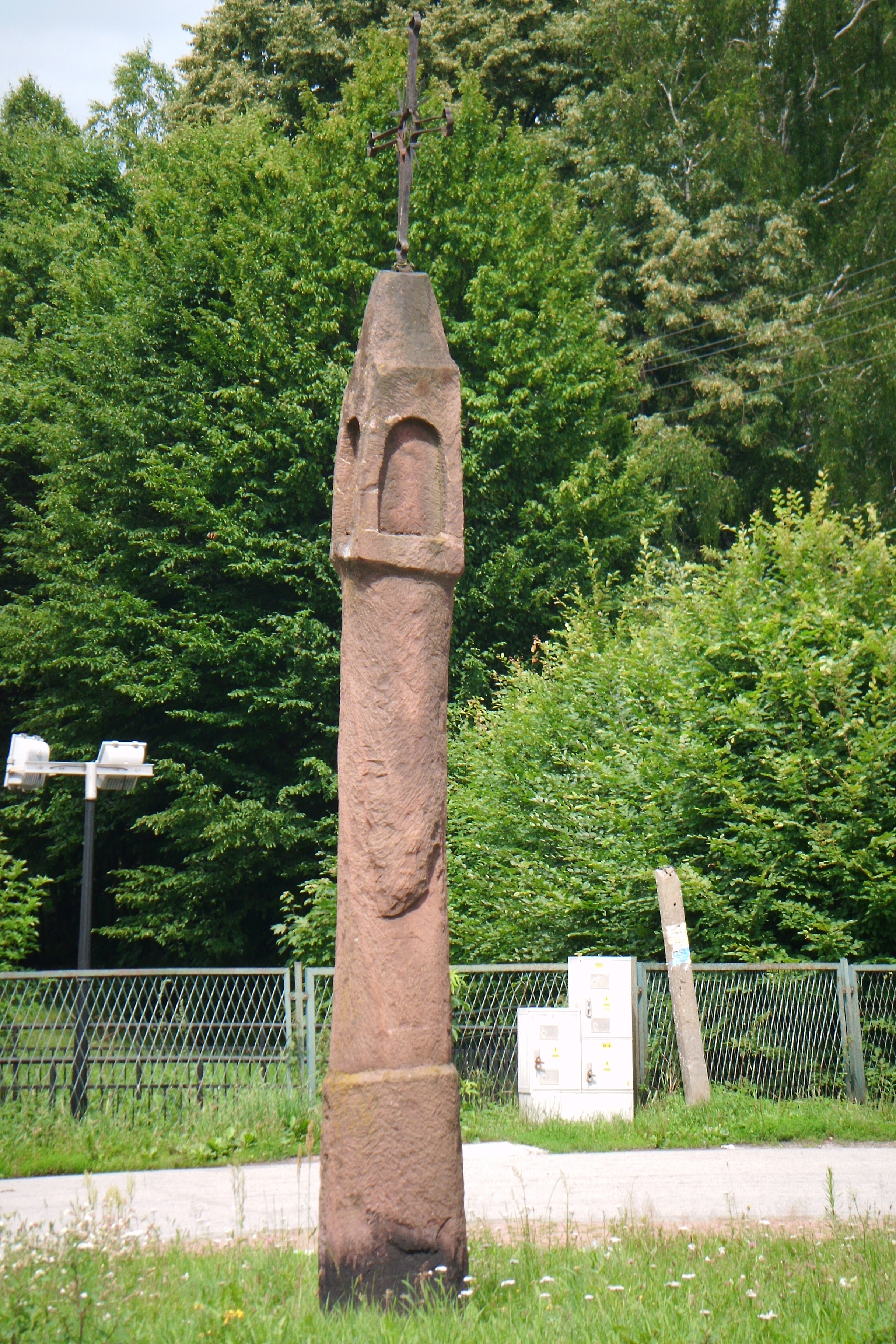
Kamienny drogowskaz w Samsonowie

Samsonów – wieś w Polsce położona w województwie świętokrzyskim, w powiecie kieleckim, w gminie Zagnańsk.

## Części wsi
| SIMC    | Nazwa             | Rodzaj     |
| ------- | ----------------- | ---------- |
| 0989264 | Rurarnia          | część wsi  |
| 0989270 | Rybna             | część wsi  |
| 0279999 | Samsonów-Podlesie | przysiółek |

## Położenie
Miejscowość położona jest w Górach Świętokrzyskich, pomiędzy Pasmem Oblęgorskim na zachodzie a Pasmem Klonowskim na wschodzie. Leży nad rzeką Bobrzą, której dolina od północnego zachodu zamknięta jest Wzgórzami Kołomańskimi, natomiast od południa Wzgórzami Tumlińskimi.
W Samsonowie działa Gminna Biblioteka Publiczna.
Dojazd z Kielc zapewniają autobusy komunikacji miejskiej :
| Numer linii | Numer linii                   | Kierunek                      | Przyszła trasa (po wprowadzeniu zmian zapowiedzianych latem 2020 przez Zarząd Transportu Miejskiego w Kielcach: | Ograniczenia w związku z rozprzestrzenianiem się koronawirusa: |
| ----------- | ----------------------------- | ----------------------------- | --- | -------------------------------------------------------------- |
|             | 7                             | Samsonów - Dworzec Autobusowy | bez zmian | bez zmian                                                      |
| 32          | Samsonów - Dworzec Autobusowy | bez zmian                     | bez zmian |                                                                |

W latach 1945–1954 i 1973–1976 miejscowość była siedzibą gminy Samsonów. W latach 1975–1998 miejscowość administracyjnie należała do województwa kieleckiego.
Przez miejscowość przebiega droga wojewódzka nr 750.

## Nazwa
Nazwa pochodzi od nazwiska łowczego królewskiego Łukasza Samsona herbu Topór. Słownik geograficzny Królestwa Polskiego wydany na przełomie XIX i XX wieku notuje miejscowość pod nazwą miejscową Samsonów.

## Historia
Historia Samsonowa jest związana z przemysłem hutniczym. Tutaj w rejonie dzisiejszego Samsonowa, powstały pierwsze fabryki żelaza i stali. W Samsonowie już w XV w. istniała dymarka. W 1562 r. biskup Podniewski wydał pozwolenie Michałowi Niedźwiedziowi na zbudowanie kuźnicy nad Bobrzą pomiędzy Kołomanią a Zagnańskiem. Stanęła ona na północ od obecnych ruin huty Józef i rzeki Bobrzy. W roku 1594 Łukasz Samson herbu Topór, łowczy królewski (od niego pochodzi nazwa miejscowości) przejął istniejącą tutaj kuźnicę. W XVI w. i XVII w. włoscy dzierżawcy przekształcili kuźnicę w nowoczesną hutę (wybudowano wielki piec) – stało się to za sprawą rodziny włoskich przemysłowców – Cacciów z Bergamo, których sprowadził król Zygmunt III Waza. Projektantem wielkiego pieca był Hieronim Caccio. Zakład Cacciów nastawiony był głównie na produkcję wyrobów dla wojska, produkował szyszaki, pancerze, piki, pałasze i broń palną. W 1633 prawa do huty Cacciowie odstąpili Bernardowi Servalli, Piotrowi Gianotti i Janowi Gibboni. Dnia 21 marca 1661 roku jak podawała najstarsza polska gazeta Merkuriusz Polski Ordynaryjny król polski Jan II Kazimierz Waza obserwował w Samsonowie lanie dział dla wojska.
W 1709 zakład z okolicznymi dobrami przejęli biskupi krakowscy, drugi piec w Samsonowie wybudował biskup Kajetan Ignacy Sołtyk. W następnych latach oraz w czasie zaboru austriackiego i Księstwa Warszawskiego huta funkcjonowała z różnym skutkiem. W 1817 r, z inicjatywy Stanisława Staszica, rozpoczęto budowę nowej huty „Józef” (wielki piec, odlewnia, modelarnia, suszarnia), kamień węgielny pod budowę nowego pieca, opalanego węglem drzewnym, podłożył w 1818 r. namiestnik Królestwa Polskiego Józef Zajączek. Huta czynna była do 1866 r. W roku 1844 i 1848 miały tu miejsce poważniejsze pożary. Około 1852 roku w hucie produkowano naczynia kuchenne, walce oraz kowadła.
Zakład zniszczony został ostatecznie przez pożar, który wybuchł w nim w roku 1866. W czasie I wojny światowej Austriacy zniszczyli część istniejących wówczas zabudowań fabrycznych. Ruiny huty zostały zabezpieczone w latach 1981-1983 i udostępnione zwiedzającym.

## Zabytki
- ruina zespołu zakładu przemysłowego z I połowy XIX w., wpisana do rejestru zabytków nieruchomych (nr rej.: A.469/1-3 z 3.12.1956, z 15.02.1967, z 4.05.1987 i z 6.05.1987)[10]:
  - wielki piec z wieżą i ruiną odlewni,
  - węgielnia,
  - budynek produkcyjny,
- dom nr 26 na osiedlu fabrycznym z przełomu XVIII/XIX w. (nr rej.: A.470 z 11.05.1987)[10],
- dom nr 34 na osiedlu fabrycznym z I połowy XIX w. (nr rej.: A.471 z 4.05.1987)[10],
- dom nr 37 na osiedlu fabrycznym z 1818 r., dom zawiadowcy fryszerek nr rej.: A.472 z 4.05.1987)[10].

## Sport
W Samsonowie gra Klub Piłkarski Samson Samsonów. Awans do A klasy sezon 2017/2018.

## Urodzeni w Samsonowie
- Józef Bellert – polski lekarz, żołnierz I Brygady Legionów, członek Polskiej Organizacji Wojskowej[11].